# Iowa (Schiff, 1897)
Die Iowa war ein Einheitslinienschiff (englisch Pre-dreadnought), das Mitte der 1890er-Jahre für die United States Navy gebaut wurde. Das Schiff stellte eine deutliche Verbesserung gegenüber den vorherigen Schlachtschiffen der Indiana-Klasse dar, da es viele Konstruktionsmängel dieser Schiffe korrigierte. Nach ihrer Indienststellung im Juni 1897 führte die Iowa Übungseinsätze im Atlantik durch, bevor sie Anfang 1898 in die Karibik verlegt wurde, als die Spannungen zwischen den Vereinigten Staaten und Spanien zum Spanisch-Amerikanischen Krieg führten. Das Schiff nahm an der Bombardierung von San Juan, teil und beteiligte sich anschließend an der Blockade Kubas. In der Schlacht von Santiago de Cuba am 3. Juli trug die Iowa zur Zerstörung von drei der vier spanischen Kreuzer bei. Nach dem Krieg verbrachte die Iowa die nächsten Jahre mit Routinemanövern. Zwischen 1908 und 1910 wurde das Schiff modernisiert und diente anschließend als Ausbildungsschiff für Seekadetten der United States Naval Academy und für Mannschaften der Marinemiliz. 1913 außer Dienst gestellt wurde sie nach dem Eintritt der Vereinigten Staaten in den Ersten Weltkrieg im April 1917 reaktiviert und diente zunächst als Empfangsschiff, dann als Ausbildungsschiff und Wachschiff. 1919 wurde sie erneut außer Dienst gestellt, in Coast Battleship No. 4 umbenannt und zu einem funkgesteuerten Zielschiff umgebaut. Sie wurde 1921 bei Bombenexperimenten vor den Virginia Capes eingesetzt, bevor sie im März 1923 im Rahmen des Marinemanövers Fleet Problem I vor der Küste Panamas von der Mississippi versenkt wurde.

## Konstruktion
In den frühen 1880er-Jahren begann die US-Marine, sich mit der Frage der Küstenverteidigung zu befassen. Die Vereinigten Staaten waren zu dieser Zeit stark isolationistisch eingestellt, und die Marinestrategie basierte traditionell auf Handelskriegen. Nach dem Bau der gepanzerten Interimsschiffe USS Texas und Maine beantragte die Marine 1887 Mittel für weitere Schiffe, und ein Schiff wurde für das folgende Jahr genehmigt. Widersprüchliche Vorstellungen über das zu errichtende Schiff verzögerten den Bau und veranlassten den Marineminister Benjamin F. Tracy, im Januar 1890 einen Ausschuss einzuberufen. Tracy wollte im Gegensatz zum Kongress und wichtigen Teilen der Marine hochseetaugliche Schlachtschiffe bauen, die die US-amerikanische Interessen auch in Übersee durchsetzen konnten. Der Ausschuss kam zu dem Schluss, dass die Entfernung zwischen Europa und Nordamerika Angriffe europäischer Mächte erschweren würde, dass aber die Stärke der britischen Royal Navy und die Möglichkeit künftiger politischer Entwicklungen den Bau einer starken US-amerikanischen Schlachtflotte rechtfertigten.
Der ursprüngliche Entwurf sah eine Reduktion der Panzerung zur Vergrößerung der Reichweite vor, aber das Bureau of Construction and Repair, das für die Konstruktion des Schiffes verantwortlich war, beschloss, die Geschützbewaffnung im Vergleich zu den Schiffen der Indiana-Klasse zu reduzieren, um Platz für eine größere Treibstofflagerung zu schaffen. Die 330-mm-Geschütze sollten durch 305-mm-Geschütze und einige der 200-mm-Geschütze durch 100-mm-Schnellfeuerkanonen ersetzt werden. Durch die Verwendung der Harvey-Panzerung, die wesentlich wirksamer als Verbundpanzerung war, sollte ebenfalls Gewicht eingespart werden. Dadurch konnte ein dünnerer Gürtel verwendet werden, um das gleiche Schutzniveau zu erreichen. Die Absicht, das neue Schiff für Langstreckeneinsätze zu nutzen, erforderte neben der Vergrößerung des Kohlelagers weitere Änderungen. Da das Schiff zwangsläufig auf hoher See eingesetzt werden sollte, musste die Seetüchtigkeit verbessert werden. Dies erforderte einen größeren Freibord, so dass das Schiff ein erhöhtes Vorschiff erhielt, das vom Bug bis mittschiffs reichte. Der Rumpf wurde verlängert und die 200-mm-Geschütztürme mittschiffs wurden näher zusammengeführt, wodurch sich das Gewicht an den Enden des Schiffes verringerte.

## Geschichte
Die USS Iowa benannt nach dem 29. Staat der USA wurde am 5. August 1893 von William Cramp and Sons in Philadelphia auf Kiel gelegt, am 28. März 1896 vom Stapel gelassen und am 16. Juni 1897 unter dem Kommando von William Thomas Sampson in Dienst gestellt. Die Iowa begann am 13. Juli ihre Testfahrt und lief am 16. Juli Newport, Rhode Island, und am 12. August Provincetown, Massachusetts an. Am 14. August lief sie nach Portland, Maine, aus, das sie zwei Tage später erreichte. Am 24. August fuhr die Iowa weiter nach Bar Harbor, Maine, wo sie den Rest des Monats verbrachte. Anschließend fuhr sie nach Virginia, wo sie vom 12. bis 16. September Hampton Roads, vom 16. bis 19. September Newport News, vom 16. bis 19. September erneut Hampton Roads und vom 27. September bis 4. Oktober Yorktown besuchte. Anschließend dampfte die Iowa zurück nach New England um vom 12. bis 14. Oktober Provincetown einen zweiten Besuch abzustatten und anschließend vom 15. bis 22. Oktober nach Boston zu fahren. Anschließend besuchte sie Tompkinsville, New York, und beendete das Jahr mit Reparaturarbeiten in der Brooklyn Marine Werft. Nach dem Abschluss der Arbeiten am 6. Januar 1898 kehrte die Iowa abermals nach Hampton Roads und Newport News zurück, bevor sie am 23. Januar Key West und am 24. Januar Dry-Tortugas anlief.

### Spanisch-Amerikanischer Krieg
Nach dem Ausbruch des Krieges am 21. April, ausgelöst durch die Explosion der Maine am 15. Februar 1898 im Hafen von Havanna wurde die Iowa als Teil des Nordatlantikgeschwaders abkommandiert, um die kubanische Küste von Havanna bis Cienfuegos zu blockieren. Nachdem Sampson darüber informiert worden war, dass ein spanisches Geschwader aus vier Panzerkreuzern und drei Torpedobooten unter dem Kommando von Konteradmiral Pascual Cervera y Topete den Atlantik überquert hatte, um das Blockadegeschwader anzugreifen, versammelte er am 4. Mai vor Havanna seine Schiffe, bestehend aus der New York, der Indiana, der Detroit, der Montgomery und der Iowa, um sie zu suchen. Sampson, der die Spanier vor Puerto Rico vermutete, erreichte am 12. Mai San Juan, musste aber feststellen, dass er sich geirrt hatte. Daher entschied er sich dazu, den Hafen zu beschießen, wobei er das Feuer auf die alte Küstenfestung Castillo San Felipe del Morro konzentrierte. Die Iowa wurde dabei leicht beschädigt und drei Seeleute wurden verwundet. In der Annahme, dass Cervera auf Havanna zusteuerte, nahm Sampson Kurs auf Kuba. Unterwegs erfuhr er jedoch, dass die Spanier in Saint Thomas in Dänisch-Westindien ankerten. Sampson beschloss stattdessen, mit seinen Schiffen nach Key West zurückzufahren, wo er am 18. Mai eintraf, während Cervera am folgenden Tag Santiago de Cuba erreichte. Sampson entsandte die Iowa zur Verstärkung des Fliegenden Geschwaders unter Kommodore Winfield Scott Schley, das die Blockade Kubas durchführte. Sie schloss sich dem Geschwader am 22. Mai vor Cienfuegos an. Das Fliegende Geschwader, das zu diesem Zeitpunkt aus der Iowa, der Texas, der Massachusetts, der New York, der Brooklyn, der Marblehead und mehreren Kanonenbooten, Hilfskreuzern und Hilfsschiffen bestand, verbrachte die nächste Woche damit, vor der Küste Kubas zu patrouillieren und nach Cerveras Geschwader zu suchen.
Am Morgen des 29. Mai sichten die Ausgucke an Bord der Marblehead auf der Reede vor Santiago de Cuba ein spanisches Schiff, das sich kurz darauf als die Cristóbal Colón herausstellte. Schley unternahm am Nachmittag des 31. Mai einen ersten Angriff. Um 13:50 Uhr kam die Cristóbal Colón in Sicht und die Iowa die Massachusetts und die New Orleans eröffneten aus einer Distanz von 7 bis 8 km das Feuer. Kurz darauf erwiderte die Cristóbal Colón das Feuer. Nach wenigen Minuten stellten die Amerikaner das Feuer ein und drehten nach Westen ab. Die Massachusetts eröffnete um 14:05 Uhr erneut das Feuer, eine Minute später folgte die New Orleans und um 14:08 Uhr die Iowa. Sowohl die Amerikaner als auch die Spanier verfehlten ihre Ziele und um 15:10 Uhr brach Schley den Angriff ab. Am 1. Juni erreichte Admiral Sampson Santiago de Cuba und übernahm das Kommando. Die Zufahrt nach Santiago de Cuba wurde von Küstenartillerie und Minen verteidigt, die verhinderten, dass die Schiffe von Sampson in den inneren Hafen eindringen konnten, ohne ernsthaften Schaden zu nehmen. Gleichzeitig war das amerikanische Geschwader zu stark, als dass die Spanier einen Ausbruchsversuch wagen konnten. Am 2. Juli gab Sampson den Befehl zum Angriff der Küstenbefestigungen. Um 7:41 Uhr eröffnete die Iowa zusammen mit der Oregon das Feuer auf die Befestigungen auf Punta Gorda. Um 10:05 UIhr mussten sich die Schiffe jedoch erfolglos zurückziehen.

#### Santiago de Cuba
Anfang Juli begannen die amerikanischen Truppen, sich den Hügeln außerhalb von Santiago de Cuba zu nähern und bedrohten die Küstenbatterien, die Cerveras Schiffe schützten. Dies veranlasste Generalkapitän Ramón Blanco y Erenas dazu, ihn zu einem Ausbruchsversuch aufzufordern. Cervera rechnete sich keine großen Erfolgsaussichten aus, da seine Schiffe zu diesem Zeitpunkt in schlechtem Zustand und die meisten seiner Schiffsbesatzungen schlecht ausgebildet waren. Dennoch befolgte er die Anweisung und schickte in der Nacht zum 2. Juli ein Kanonenboot aus, um heimlich einen Weg durch das Minenfeld zu schaffen.

Um 08:45 Uhr am 3. Juli gab Cervera seiner Flotte, bestehend aus der Infanta Maria Teresa, der Cristóbal Colón, der Vizcaya und der Almirante Oquendo sowie den Zerstörern Plutón und Furor den Befehl, auszulaufen. Die Iowa befand sich in ihrer Blockadestation und fuhr mit einer Geschwindigkeit von etwa 5 Knoten (9,3 km/h), als ihre Männer um 09:15 Uhr zur morgendlichen Inspektion aus ihren Quartieren gerufen wurden. Die Spanier konnten die Reede um 09:35 Uhr unbeobachtet verlassen. Gegen Ende der Inspektion an Bord der Iowa entdeckten Ausgucke an Bord der Brooklyn die sich nähernden Spanier und feuerten eines ihrer Geschütze ab, um die anderen amerikanischen Schiffe zu warnen.
Die spanischen Küstenbatterien trugen in der ersten Phase der Schlacht ebenfalls zum Feuer bei, hatten aber wenig Wirkung. Die Iowa, die Brooklyn und die Texas eröffneten gegen 9:40 Uhr das Feuer aus einer Entfernung von etwa 5500 m. Die Iowa erhöhte die Geschwindigkeit, um auf die fliehenden Kreuzer aufzuschließen. Die Entfernung verringerte sich stetig, bis sie nur noch 2300 m von der Infanta Maria Theresia entfernt war. Die Iowa feuerte eine Breitseite auf den Kreuzer und wendete dann nach Backbord, um den Kurs der Vizcaya zu kreuzen, doch der spanische Kreuzer wendete, um das Manöver zu verhindern. Die Iowa feuerte dennoch eine Breitseite auf eine Entfernung von 1600 m ab, bevor sie nach Backbord und dann wieder nach Steuerbord drehte, um längsseits der Cristóbal Colón zu kommen. Die beiden Schiffe waren etwa 1300 m voneinander entfernt, als die Iowa das Feuer eröffnete.

Die Cristóbal Colón und die Almirante Oquendo erwiderten das Feuer. Dabei wurde die Iowa von einer 152-mm-Granate getroffen. Die Granate explodierte nicht, riss aber ein großes Loch in die Seite des Schiffsrumpfes. Eine zweite Granate von einem der Kreuzer traf die Iowa und verursachte relativ geringe Schäden löste aber ein Feuer aus, das jedoch schnell gelöscht werden konnte. Mehrere kleine Granaten trafen die Aufbauten des Schiffes, einschließlich der Brücke und der Schornsteine, aber der Schaden war minimal. Zu diesem Zeitpunkt der Schlacht hatte das schwere amerikanische Geschützfeuer die Infanta Maria Theresa in Brand gesetzt. Aus Angst vor einer Magazinexplosion befahl Cervara um 10:25 Uhr, das Schiff auf Grund zu setzen. Der Kapitän der Almirante Oquendo gab fünf Minuten später eine ähnliche Anweisung, da auch sein Schiff stark brannte. Die Vizcaya setzte den Kampf um 10:36 Uhr fort. In der Zwischenzeit waren auch die beiden spanischen Zerstörer von den amerikanischen Schlachtschiffen schwer beschädigt worden. Die Indiana hatte die Plutón mit einer 330-mm-Granate fast in zwei Hälften geteilt und sie gezwungen, sich selbst auf Grund zu setzen. Nachdem die Furor von den Sekundärbatterien der Iowa, der Oregon und der Indiana beschossen wurde, sah sie sich gezwungen, sich dem Kanonenboot Gloucester zu ergeben. Der Cristóbal Colón gelang es, sich eine Zeit lang von der amerikanischen Flotte abzusetzen, aber auch sie lief im Laufe des Tages auf Grund.
Gegen 11:00 Uhr ließ die Iowa fünf ihrer Boote auslaufen, um die Besatzungen der havarierten Kreuzer aufzulesen. Unter den geretteten Männern befand sich auch Kapitän Antonio Eulate, der Kommandant der Vizcaya. Er versuchte, Evans sein Schwert zu übergeben, was dieser aber ablehnte. Insgesamt nahm die Iowa 23 Offiziere und 248 Soldaten auf, von denen 32 verwundet waren. Ihre Besatzung barg auch die Leichen von fünf Männern, die anschließend mit militärischen Ehren bestattet wurden. Am 20. Juli, vier Tage nach der Kapitulation der spanischen Garnison in Santiago de Cuba, erlitt die Iowa auf einer Patrouille vor der Stadt einen Kesselschaden. Die Mannlochdichtung an einem ihrer Kessel platzte auf und ließ kochendes Wasser in den Kesselraum laufen. Trotz der Gefahr, schwere Verbrennungen zu erleiden, gelang es dem Heizer Robert Penn, den Kessel abzuschalten.

### 1898–1904
Nach der Kapitulation Spaniens im August verließ die Iowa die kubanischen Gewässer und erreichte am 20. August New York. Am 12. Oktober stach die Iowa in Richtung Westküste in See und schloss sich bei ihrer Ankunft dem Pazifikgeschwader an. Das nächste Jahr verlief ereignislos. Vom 20. Dezember bis zum 15. Januar 1900 nahm sie an Trainingsübungen vor San Diego, teil. Am ersten Tag der Übungen verlor die Iowa einen ihrer Howell-Torpedos, nachdem sich der Übungssprengkopf wahrscheinlich nach dem Abschuss gelöst hatte. Im März 2012 wurde der Torpedo, von einem Delphinpaar im Rahmen des United States Navy Marine Mammal Program geborgen. Während ihres Aufenthalts in San Diego erhielt die Iowa ein Paar 76-mm-Feldgeschütze und vier M1895 Colt-Browning, die mit .30-40 Krag geladen waren und von Landungstrupps verwendet werden konnten. Nach den Trainingsübungen wurde die Iowa einer Überholung unterzogen und nahm danach ihre Friedensroutine mit Übungsfahrten im östlichen Pazifik wieder auf.
Anfang Februar 1902 wurde sie dem Südatlantikgeschwader als Flaggschiff unterstellt. Während dieser Zeit besuchte sie eine Reihe ausländischer Häfen, darunter Montevideo, Santos, Salvador, Trade Island, Puerto Belgrano und Rio de Janeiro. Von dort aus fuhr sie nach Norden zu den Westindischen Inseln und hielt sich vom 29. November bis zum 4. Dezember im Golf von Paria auf. Anschließend nahm sie vom 9. bis 10. Dezember an einer Suchübung vor Mayagüez, teil. Vom 11. bis 19. Dezember nahm sie an Manövern vor Culebra, teil, bevor sie am 21. Dezember nach St. Lucia fuhr. Am nächsten Tag besuchte sie Port of Spain, wo sie bis zum 28. Dezember verblieb. Die Iowa kehrte am 30. Dezember nach Culebra zurück und blieb dort bis zum 1. Februar 1903. Vom 2. bis 6. Februar besuchte das Schiff St. Kitts und vom 6. bis 11. Februar Ponce, bevor sie am nächsten Tag in Richtung New York fuhr. Sie nahm eine indirekte Route und besuchte vom 18. bis 26. Februar Galveston und vom 28. Februar bis 1. April Pensacola. Vom 1. bis 9. April nahm das an Schießübungen teil, bei denen eines der Geschütze ihrer Hauptbatterie explodierte. Vom 9. bis 23. April wurde das Schiff in der Marinewerft von Pensacola repariert und setzte dann seine Reise in Richtung Norden fort. Am 28. April erreichte sie Cape Henry und blieb dort bis 30. April. Anschließend begab sie sich nach Tompkinsville und am 7. Mai erreichte sie schließlich die New Yorker Marinewerft. Dort wurde sie am 30. Juni außer Dienst gestellt. Am 23. Dezember wurde die Iowa wieder in Dienst gestellt. und Anfang Januar 1904 wurden ihre 101-mm-Kanonen auf in den achtern Aufbauten durch zwei 57-mm-Schnellfeuergeschütze ersetzt. Anschließend schloss sie sich dem Nordatlantik-Geschwader an. Vom 30. Juni bis zum 6. Juli besuchte sie Piräus, wo sie an den Feierlichkeiten zum Unabhängigkeitstag teilnahm. Vom 8. bis zum 9. Juli besuchte sie Korfu und für den Rest des Monats Triest und Fiume. Am 2. August überquerte sie die Adria nach Palermo, wo sie drei Tage blieb, bevor sie nach Gibraltar aufbrach, das sie vom 9. bis 13. August besuchte. Anschließend besuchte sie vom 18. bis 20. August Horta. Am 29. August kehrte das Schiff in die Heimat zurück und führte vom 5. bis zum 19. September Schießübungen vor Martha’s Vineyard durch. Anschließend lief die Iowa über Tompkinsville nach New York City, wo sie vom 5. bis zum 20. Oktober im Hudson River vor Anker lag. Anschließend wurde die Iowa nach Norfolk beordert, wo sie nach ihrer Ankunft am 22. Oktober zur Überholung ausgemustert wurde. Nach dem Ende der Arbeiten in Norfolk am 24. Dezember fuhr die Iowa nach Newport News, wo die Arbeiten bis zum 30. Dezember abgeschlossen wurden.

### 1905–1908
Nach ihrer Rückkehr aus dem Trockendock wurde die Iowa am 3. Januar 1905 in Hampton Roads wieder in Dienst gestellt. Das Schiff nahm ab Mitte Januar bis zum 3. Mai an einer Reihe von Manövern vor Culebra, Guantánamo-Bay und Pensacola teil. Am 7. Mai kehrte sie nach Hampton Roads zurück, wo sie vom 9. Mai bis zum 24. Juni in Norfolk überholt wurde. Vom 25. bis zum 30. Juni half sie bei der Erprobung des Schwimmdocks USS Dewey und kehrte danach für weitere Wartungsarbeiten vom 30. Juni bis zum 3. Juli nach Newport News zurück. Nachdem Abschluss der Arbeiten begab sich die Iowa nach Neuengland und besuchte in den nächsten vier Monaten mehrere Häfen, darunter Provincetown, Newport, Bar Harbor, Boston und New York. Am 13. Oktober traf sie wieder in Hampton Roads ein und besuchte vom 30. Oktober bis zum 7. November Annapolis.
Anschließend fuhr die Iowa in den North River, wo sie bis zum 20. November verblieb. Anschließend kehrte sie nach Hampton Roads zurück, um vom 22. November bis zum 23. Dezember in der Marinewerft Norfolk eine weitere Überholung durchzuführen. Vom 26. bis zum 28. Dezember kehrte das Schiff zu einem kurzen Trockendockaufenthalt nach New York zurück, bevor es am letzten Tag des Jahres wieder in Richtung Süden nach Hampton Roads fuhr. Dort lag sie bis zum 17. Januar 1906, bevor sie in die Karibik aufbrach und vom 22. Januar bis zum 6. Februar in Culebra, vom 8. bis zum 15. Februar in Barbados und vom 19. Februar bis zum 31. März in Guantánamo Bay Halt machte. Vom 1. bis zum 10. April folgten Schießübungen vor Cape Cruz. Anschließend dampfte die Iowa nach Annapolis, um an der feierlichen Rückführung von John Paul Jones teilzunehmen, nachdem seine sterblichen Überreste aus seinem ursprünglichen Grab in Paris exhumiert worden waren, um in der US-Marineakademie beigesetzt zu werden. Anschließend kreuzte das Schiff vor der Ostküste, wo es zwischen Ende April und Mitte Mai in Hampton Roads, Newport News und New York Station machte. Anfang Mai wurden in New York zwei ihrer Torpedorohre entfernt. Anschließend wurde das Schiff vom 14. Mai bis zum 30. Juni in Norfolk überholt.
Anfang Juli fuhr das Schiff nach Tompkinsville, bevor es vom 6. bis zum 15. Juli zur Reparatur nach New York zurückkehrte. Anschließend schloss sie sich den Schiffen der Atlantikflotte an, die bis Ende August eine Reihe von Häfen in Neuengland anlief. Vom 2. bis 4. September nahm sie an der Flottenschau in Oyster Bay zu Ehren von Präsident Theodore Roosevelt teil. Mitte Dezember nahm sie an Tests mit Geräten teil, die es dem Schiff ermöglichen sollten, auf See Kohle nachzufüllen. Das Schiff beendete das Jahr mit dem Rest der Flotte an der Ostküste und lief am 31. Dezember in Hampton Roads ein. Anfang Januar 1907 fuhr die Flotte nach Kuba, wo vom 7. Januar bis zum 10. Februar Manöver vor der Bucht von Guantánamo abgehalten wurden. Mitte Februar besuchte die Iowa dann Cienfuegos und von Mitte Februar bis Mitte März Guantánamo. Weitere Schießübungen fanden vom 16. März bis zum 6. April statt.
Ab dem 15. April nahm die Iowa an der Jamestown-Ausstellung teil, mit der der 300. Jahrestag der Gründung der Kolonie Jamestown gefeiert wurde. Vom 16. Mai bis zum 5. Juni besuchte die Iowa den North River und beteiligte sich anschließend an Manöverübungen vor Virginia. Nachdem sie am 28. Juni nach Hampton Roads zurückgekehrt war, wurde sie am 6. Juli in die Reserve versetzt. Das Schiff wurde nach Philadelphia verlegt und dort am 23. Juli 1908 für Umbauarbeiten außer Dienst gestellt.

### 1910–1919
Am 2. Mai 1910 wurde die Iowa wieder in Dienst gestellt. Am 23. Mai lief sie aus und schloss sich am nächsten Tag dem Übungsgeschwader der Marineakademie an. Nach der Einschiffung von Kontingenten von Fähnrichen der Marineakademie begaben sich die Schiffe des Geschwaders auf eine Ausbildungsreise nach Europa. Zu den Stationen der Reise gehörten Plymouth vom 23. bis 30. Juni, Marseille vom 8. bis 15. Juli, Gibraltar vom 19. bis 24. Juli, Funchal vom 27. Juli bis 2. August und Horta vom 5. bis zum 12. August. Anschließend kehrten die Schiffe in die Vereinigten Staaten zurück. Am 22. September führte sie Tests mit dem Kohlenschiff Vestal durch. Vier Tage später kehrte die Iowa in die Marinewerft von Philadelphia zurück, wo sie erneut der Reserve unterstellt wurde.
Am 3. Mai 1911 kehrte die Iowa in den aktiven Dienst zurück und unternahm vom 13. Mai bis 5. Juni eine weitere Kreuzfahrt mit dem Marineakademie-Übungsgeschwader. Am 12. Mai rettete sie zusammen mit der SS Hamilton die Passagiere der SS Merida, der etwa 55 Seemeilen (102 km) östlich von Cape Charles, Virginia, in starkem Nebel mit der Admiral Farragut der United Fruit Company kollidiert war. Alle 319 Passagiere konnten gerettet werden.
Vom 18. Juni bis zum 28. August unternahm die Iowa eine weitere Ausbildungsreise nach Europa und besuchte dabei Queenstown (Irland) Kiel, Bergen (Norwegen) und Gibraltar. Nach ihrer Rückkehr in die Vereinigten Staaten wurde die Iowa am 1. September in Philadelphia erneut außer Dienst gestellt. Zwischen dem 28. Oktober und dem 2. November wurde sie im Rahmen einer Mobilmachungsübung kurzzeitig nach New York beordert und kehrte dann nach Philadelphia zurück.
Die Iowa wurde im Juli 1912 für eine Ausbildungsfahrt für Mitglieder der Marinemiliz wieder in Dienst gestellt. Die Kreuzfahrt, die zwischen dem 2. und 21. Juli stattfand, umfasste Stationen in Newport, Tanger Sound, Chesapeake Bay, Baltimore, New York und Annapolis. Vom 10. bis 15. Oktober nahm sie an einer Flottenschau vor Philadelphia teil. Am 30. April 1913 wurde sie in Philadelphia erneut der Reserve unterstellt und am 23. Mai 1914 formell außer Dienst gestellt.
Nachdem die Vereinigten Staaten am 6. April 1917 in den Ersten Weltkrieg eingetreten waren, wurde die Iowa am 23. April als Aufnahmeschiff für Marinerekruten in Dienst gestellt. Sie blieb sechs Monate lang in Philadelphia, bevor sie nach Hampton Roads verlegt wurde, wo sie den Rest des Krieges verbrachte. Dort wurde als Ausbildungsschiff für neue Rekruten und als Wachschiff zur Verteidigung der Einfahrt in die Chesapeake Bay eingesetzt. Am 31. März 1919 wurde die Iowa zum letzten Mal außer Dienst gestellt, und am 30. April in Coast Battleship No. 4. umbenannt.
Am 4. Januar 1920 wurde das Schiff von der Marine für Schießübungen und Funksteuerungsexperimente eingesetzt. Coast Battleship No. 4 wurde am 4. Februar 1920 von der Marineliste gestrichen, aber am 10. Februar wurde der Streichungsbefehl aufgehoben. Coast Battleship No. 4 wurde am 2. August 1920 an den kommandierenden Offizier der Ohio übergeben. Nach einer Reihe von Tests wurde Coast Battleship No. 4 im Rahmen von Fleet Problem I von der Mississippi am 27. März 1923 als Zielschiff versenkt. Das Wrack wurde anschließend geborgen und am 8. November zum Abwracken verkauft.

## Technik

### Schiffsmaße
Die Iowa hatte eine Gesamtlänge von 110,47 m, eine Breite von 22,03 m und einen Tiefgang von 7,32 m. Die Verdrängung lag zwischen 11.410 tn.l. und 12.647 tn.l. Sie hatte eine metazentrische Höhe von 1,22 m und einen aufrichtenden Hebelarm von 0,68 m. Ihr Rumpf wurde mit einem Seiteneinfall konstruiert und war mit einem Rammdorn ausgestattet.

### Antrieb
Die Iowa war mit zwei Dreizylinder-Verbunddampfmaschinen ausgestattet, die jeweils eine Welle antrieben und insgesamt 11.000 PSi (8.090 kW) entwickelten, mit der sie eine Höchstgeschwindigkeit von 16 Knoten (30 km/h) erreichte. Der Dampf wurde von fünf Großwasserraumkesseln mit einem Arbeitsdruck von 11,03 bar geliefert. Zur Erhöhung der Leistung war die Iowa mit einem Druckgebläse ausgestattet und verfügte über mechanische Hebevorrichtungen zur Entfernung der Asche aus den Kesselräumen. Das Schiff konnte maximal 1.795 tn.l. Kohle mitführen, was ihm bei 10 Knoten (18 km/h) eine Reichweite von 5140 Seemeilen (9520 km) ermöglichte. Der taktische Durchmesser lag mit 14 Knoten (26 km/h) bei 356 Meter. Die Besatzung des Schiffes bestand aus 486 bis 654 Offizieren und Mannschaft.

### Bewaffnung

#### Hauptbewaffnung
Die Hauptbewaffnung bestand aus vier 305-mm-Kanonen in zwei Geschütztürmen vor und hinter den Aufbauten. Die Geschütze waren auf Mk-3-Lafetten mit einem Gewicht von 448 tn.l. und einem Seitenrichtbereich von −150 bis +150 Grad montiert. Die Kanonen selbst wogen 46,5 tn.l. und hatten bei einer maximalen Elevation von 15° und einer Mündungsgeschwindigkeit von 640 m/s eine Reichweite von 10.970 m. Sie verschossen 394 kg schwere Granaten mit einer Kadenz von etwa einem Schuss pro Minute. Die seitliche Drehung erfolgte hydraulisch während die Erhöhung und Absenkung von Hand verrichtet wurde. Um die Kanonen zu laden, mussten die Rohre auf 3 Grad abgesenkt werden. Das Laden selbst erfolgte entweder per Hand oder elektrisch.

#### Sekundärbewaffnung
Die Sekundärbewaffnung bestand aus acht 203-mm-Kanonen in vier Flügeltürmen mittschiffs, zwei auf jeder Breitseite.
Die Geschütze waren auf Mk-8-Lafetten montiert. Die Kanonen selbst wogen 13 tn.l. und hatten eine maximale Elevation von 14° und eine Mündungsgeschwindigkeit von 640 m/s. Die Kanonen verschossen 118 kg schwere Granaten mit einer Kadenz von 0,5 Schuss pro Minute.
Die Sekundärbewaffnung wurde durch sechs 100-mm-Schnellfeuerkanonen vom Kaliber 40 vervollständigt. Diese sollten mit ihrer hohen Feuerrate in Verbindung mit hochexplosiven Geschossen ungepanzerte Teile der feindlichen Kriegsschiffe beschädigen. Vier dieser Geschütze waren in einzelnen Kasematten auf dem Vorschiff untergebracht, zwei in Schwalbennestern im Bug und die beiden anderen mittschiffs. Die verbleibenden zwei Geschütze befanden sich in offenen, mit Geschützschilden versehenen Lafetten in Aufbauten achtern.
Die etwa 1,5 tn.l. schweren Kanonen hatten einen Seitenrichtbereich von −150 bis +150 Grad und eine maximale Elevation von +20 Grad. Sie feuerten eine 15 kg schwere Granate mit einer Mündungsgeschwindigkeit von 610 m/s ab. Zur Abwehr von Torpedobooten hatte das Schiff zwanzig 57-mm-6-Pfünder-Hotchkiss- und vier 37-mm)-1-Pfünder-Schnellfeuergeschütze installiert. Die Kanonen waren über das ganze Schiff verteilt und in verschiedenen Lafetten montiert. Außerdem hatte das Schiff vier 356-mm-Torpedorohre zwei auf jeder Breitseite für den Howell-Mark-1-Torpedo installiert. Dieser hatte mit seinem 180 kg schweren Sprengkopf bei 25 Knoten (46 km/h) eine Reichweite von 370 Metern.

### Panzerung
Die Iowa war mit einer Harvey-Panzerung geschützt. Der Hauptpanzerungsgürtel war mittschiffs, wo er die Magazine und Maschinenräume schützte, 178–355 mm dick. Er reichte von 0,91 m über der Wasserlinie bis 1,37 m unter der Wasserlinie und erstreckte sich über eine Länge von 57 m des Rumpfes. An beiden Enden des Gürtels verbanden, 305 mm dicke Querschotten den Gürtel mit den Barbetten für die 305-mm-Geschütztürme. Darüber verlief ein weiterer Plankengang über die gleiche Länge mit einer Dicke von 127 mm der sich an seinen Enden auf 51 mm verjüngte. Das Schiff hatte ein 70 mm dickes Panzerdeck, das mit der Oberkante des Gürtels bündig war. An beiden Enden des Gürtels fiel das Deck an den Seiten ab und wurde leicht auf 76 mm erhöht, um Bug und Heck mit einem gewissen Schutz gegen leichte Geschütze zu versehen.

Die Geschütztürme der 305-mm-Kanonen waren an den Seiten mit 381 mm und auf dem Dach durch 50 mm Stahl geschützt. Die Rückseiten der Geschütztürme waren 432 mm dick, wobei das meiste Gewicht zum Ausbalancieren des Turms verwendet wurde. Ihre Barbetten waren an den freiliegenden Seiten ebenfalls 381 mm dick und wurden dort, wo sie durch den Gürtel geschützt waren, auf 318 mm verjüngt. Die Geschütztürme der 203-mm-Kanonen hatten eine Stärke von 203 mm an den Außenseiten und 152 mm an den Innenseiten und ebenfalls ein 50 mm dickes Dach. Ihre Barbetten waren 203 mm dick. Der Kommandoturm war rundherum mit 254 mm dicken Panzerplatten geschützt.